# Eiko Matsuda
Pour les articles homonymes, voir Eiko (homonymie) et Matsuda.
Eiko Matsuda (松田暎子, Matsuda Eiko) est une actrice japonaise née à Yokohama le 18 mai 1952 et morte à Tokyo le 9 mars 2011. Son film le plus connu reste L'Empire des sens qui défraya la chronique en raison de scènes sexuelles non simulées.

## Biographie
Eiko Matsuda est née à Yokohama, dans la préfecture de Kanagawa, au Japon. Elle abandonne sa scolarité au premier cycle supérieur.
En 1968, elle rejoint la troupe de théâtre Tenjō Sajiki (en) présidée par Shūji Terayama. Tout en travaillant dans une troupe de théâtre dirigée par Yasuharu Hasebe, elle débute au cinéma dans un petit rôle. Elle part ensuite aux États-Unis pour travailler comme mannequin.
En 1976, dans L'Empire des Sens, un film réalisé par Nagisa Ōshima, elle joue le personnage principal du film, et Tatsuya Fuji tient le rôle de l'amant. À propos de ce rôle qui fait scandale, elle a déclaré : « J'ai ressenti une grande émotion à incarner la pureté de cette femme qu'on prétendait vénéneuse ».
La suite de sa carrière est compliquée, elle tourne encore dans quelques films les années suivantes, dont L'Éternel Éros (1977) de Kōji Wakamatsu et Pinku saron: Koshoku gonin onna (1978) de Noboru Tanaka, mais régulièrement agressée dans la rue, se faisant littéralement cracher dessus et qualifier de « pute », elle se résout à quitter le Japon à la fin des années 1970 pour s'installer à Paris.
Eiko Matsuda prend sa retraite après une dernière apparition  dans Cinq et la Peau, un film franco-philippin de Pierre Rissient sorti en 1982. Une tumeur au cerveau lui est diagnostiquée alors qu'elle était retournée dans sa famille dans les années 1980. Elle en meurt à l'âge de 58 ans le 9 mars 2011.

## Filmographie
- 1970 : Neon keisatsu: Jakku no irezumi (ネオン警察 ジャックの刺青?) de Kazunari Takeda
- 1970 : Stray Cat Rock: Machine Animal (野良猫ロック マシン・アニマル, Nora-neko rokku: Mashin animaru?) de Yasuharu Hasebe
- 1976 : L'Empire des sens (愛のコリーダ, Ai no korīda?) de Nagisa Ōshima : Sada Abe
- 1977 : Ooku ukiyo-buro (?) d'Ikuo Sekimoto (ja)
- 1977 : L'Éternel Éros (聖母観音大菩薩, Seibo Kannon daibosatsu?) de Kōji Wakamatsu
- 1977 : The Doberman Cop (ドーベルマン刑事, Doberuman deka?) de Kinji Fukasaku
- 1978 : Pinku saron: Koshoku gonin onna (ピンクサロン 好色五人女?) de Noboru Tanaka
- 1979 : Sochō no kubi (総長の首?)
- 1982 : Cinq et la Peau de Pierre Rissient : Mari